# Tibeti talpastyúk
A tibeti talpastyúk (Syrrhaptes tibetanus) a madarak (Aves) osztályának pusztaityúk-alakúak (Pteroclidiformes) rendjébe, ezen belül a pusztaityúkfélék (Pteroclididae) családjába tartozó faj.

## Előfordulása
Oroszország, Tádzsikisztán, Kína és India területén honos.

## Alfajai
- Syrrhaptes tibetanus tibetanus
- Syrrhaptes tibetanus pamirensis

## Megjelenése
Testhossza 30-41 centiméter. Feje teteje, tarkója és melle fekete-fehér mintás, arcrésze narancssárga.

## Életmódja
Magokkal táplálkozik.